# Shaul Guerrero
Shaul Marie Guerrero (El Paso, 14 ottobre 1990) è un'ex wrestler e ring announcer statunitense di origini messicane.

## Biografia
Figlia di Vickie Lara e del defunto Eddie Guerrero, è stata sotto contratto con la World Wrestling Entertainment tra il 2012 e il 2014, lottando nel roster di NXT.

## Carriera

### Florida Championship Wrestling (2010–2012)
A fine 2010, Shaul firma un contratto di sviluppo con la WWE e viene mandata in FCW per allenarsi. Fa il suo debutto all'FCW Gainesville Show dell'11 febbraio, quando lei e Naomi, perdono contro AJ e Aksana. Nei tapings del 30 giugno, perde un 6-diva tag team match insieme a Audrey Marie e Sonia contro il trio formato da AJ, Caylee Turner e Kaitlyn. All'FCW Summer SlamaRama, partecipa ad una battle royal delle divas che però viene vinta da Sonia. Diaz si unisce poi alla Ascension, stable capitanata da Ricardo Rodriguez. Al Tampa Show di novembre, perde un 6-diva tag team match insieme a Caylee Turner e Ivelisse Velez contro il trio formato da Naomi, Audrey Marie e Cameron Lynn. Il 17 novembre, Raquel Diaz batte Aksana e conquista il titolo di FCW Queen of Florida. Il 15 dicembre, batte anche Audrey Marie conquistando l'FCW Divas Championship e unificando i due allori. Nel primo show del 2012, partecipa ad una Battle Royal a 6 dive che viene vinta proprio da Audrey Marie. Il 12 gennaio, fa coppia con Sofia Cortez perdendo contro Audrey Marie e Kaitlyn. Nei tapings del 4 aprile, perde un Triple Treath Match in favore di Paige e nella contesa era presente anche Audrey Marie. Perde il titolo al Melbourne Show del 29 giugno contro Caylee Turner. Il 19 luglio, batte Audrey Marie. Il 1º agosto, a Bull Bash VI, prende parte ad una Battle Royal, non riuscendo a vincerla.

### World Wrestling Entertainment (2012–2014)
Nella puntata di NXT del 18 luglio, la Diaz fa il suo esordio in WWE, presentandosi come "l'Alpha Female" e sconfiggendo facilmente Paige. Il 1º agosto, combatte di nuovo, battendo Audrey Marie. Il 22 agosto attacca Tamina Snuka dopo il match di quest'ultima contro Sofia Cortez.
Il 27 settembre chiede alla federazione la rescissione del contratto e tre giorni dopo viene accontentata.
La WWE ha dichiarato di essere aperta a firmare un nuovo contratto con la ragazza, dandole prima il tempo di riposarsi e terminare gli studi. Nel mese di marzo viene rivelato che ha dovuto lasciare la compagnia per un grave disturbo alimentare.
Durante il mese di settembre 2013, Vickie Guerrero ha annunciato che Shaul si stava recando al WWE Performance Center per allenarsi. Successivamente ha poi affermato che la ragazza sarebbe tornata ad Orlando. In seguito, Shaul stessa ha dichiarato che sarebbe tornata ad NXT con la sua vecchia gimmick di Raquel Díaz, dicendo che sarebbe tornata il 5 ottobre ad un evento dal vivo di NXT. Il 30 aprile 2014, Shaul viene nuovamente svincolata dalla WWE.

## Vita privata
Dal 2016 è sposata con il collega Matthew Rehwoldt, meglio conosciuto con il ring name Aiden English.

## Personaggio

### Mosse finali
- Frog splash
- Gory bomb

### Manager
- Vickie Guerrero

### Soprannomi
- "Alpha Female"
- "Third Generation Diva"
- "Ultra Diva"

### Musiche d'ingresso
- Let Battle Commence di Daniel Nielsen
- 13th Chord dei Jingle Punks
- Get Up degli Hollywood Records
- 2 Hot 2 Handle dei Trifecta

## Titoli e riconoscimenti
- Florida Championship Wrestling
  - FCW Divas Championship (1)
  - FCW Queen of Florida (1)
- What Culture Pro-Wrestling
  - WCPW Women's Championship (1)